# Альпийская симфония

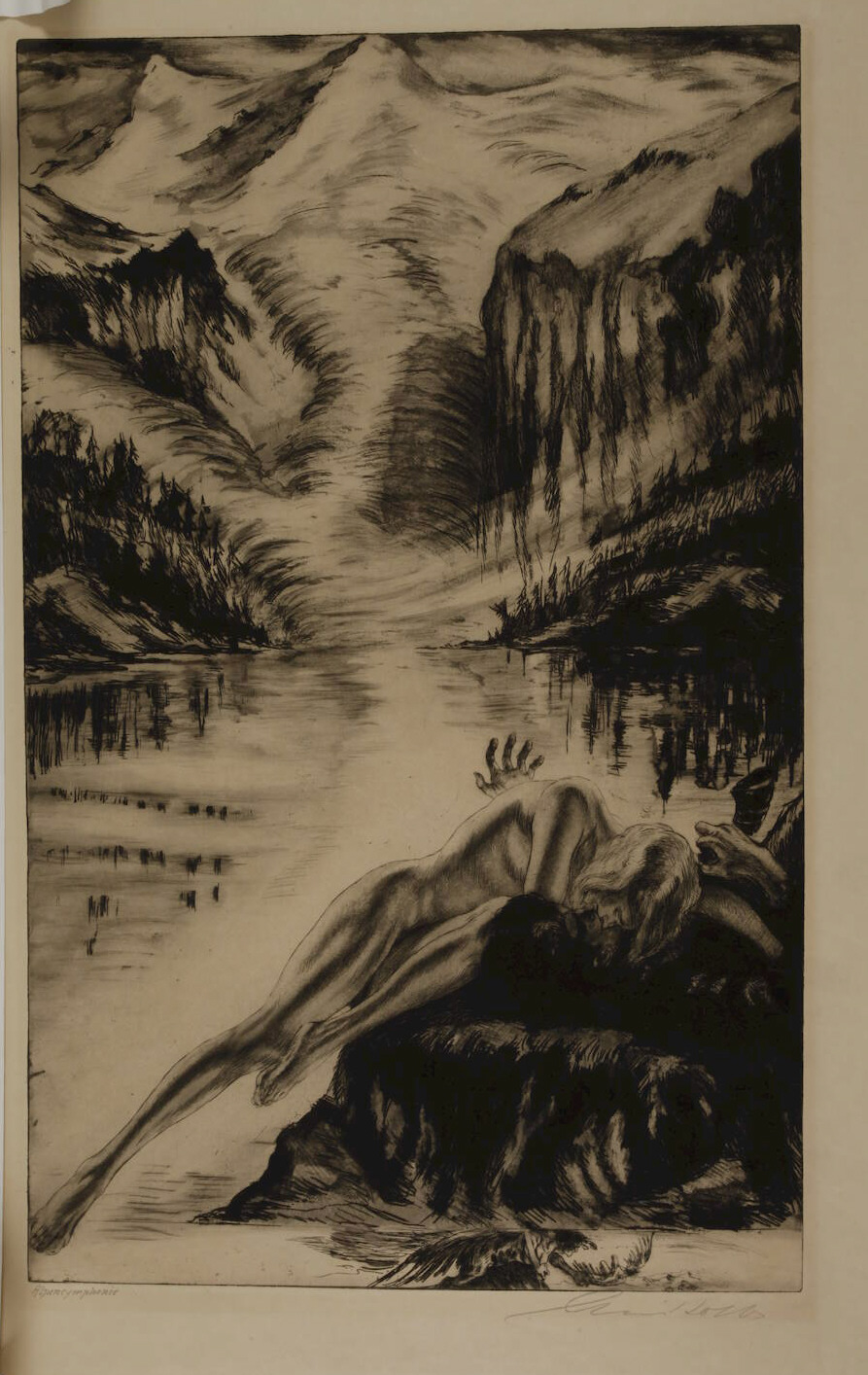
Альпийская симфония. Офорт А. Кольба (около 1920)

Альпийская симфония, op. 64 (нем. Eine Alpensinfonie) — последняя симфоническая поэма немецкого композитора Рихарда Штрауса, написанная в 1915 году. Несмотря на название («симфония»), по содержанию и форме это произведение является типичной симфонической поэмой.

## История создания
Идея изобразить в музыке восхождение на вершину горы впервые пришла композитору в голову ещё в юности. Замысел относится к 1878 году, первые наброски — к 1900-02 годам. Музыка в целом была написана в 1910 году, однако в то время композитор переключился на работу над оперой «Женщина без тени» и вновь вернулся к «Альпийской симфонии» лишь в 1914 году, которую закончил 8 февраля 1915 года.
До самого последнего момента сочинение носило заголовок «Антихрист. Альпийская симфония», который указывал на одноимённое сочинение Ф.Ницше, что дало некоторым исследователям повод толковать музыку Штрауса не просто как живописную картину восхождения на вершину Альп и последующего нисхождения с неё, но как метафору человеческой жизни, начинающуюся и заканчивающуюся «ночью», то есть небытием.
Впервые «Альпийскую симфонию» исполнил 28 октября 1915 года в Берлине Дрезденский придворный оркестр под управлением автора.

## Программа
Ночь. Восход солнца. Начало восхождения. Вход в лес. У ручья. У водопада. Явление. На цветочном лугу. На высокогорном пастбище. Блуждание в чаще. На леднике. Опасности. На вершине. Виде́ние. Поднимается туман. Солнце постепенно скрывается во мгле. Элегия. Затишье перед бурей. Спуск с горы (гроза). Заход солнца. Звуки замирают. Ночь

## Оркестровка
Как и во множестве других своих сочинений для оркестра, в «Альпийской симфонии» Штраус придаёт большое значение инструментовке. Четверной оркестр (минимум 107 музыкантов, оптимально 129) включает расширенные секции духовых и ударных, а также челесту и орган. В духовых, наряду с обычными инструментами, используются геккельфон, 4 вагнеровские тубы, кларнеты in Es и in C и др.; в секцию ударных в целях изобразительности Штраус включил ветряную машину, «громовую машину» (нем. Donnermaschine), коровьи колокольцы (каубелл) и тамтам.

## Аудиозаписи
Различные исполнители осуществили несколько десятков аудиозаписей Альпийской симфонии, в том числе Баварский государственный оркестр под управлением самого Рихарда Штрауса (1941), Саксонская государственная капелла под управлением Карла Бёма (1957) и Рудольфа Кемпе (1971), Берлинский филармонический оркестр под управлением Герберта фон Караяна (1981), симфонический оркестр Ленинградской филармонии под управлением Евгения Мравинского (1964), Лондонский симфонический оркестр под управлением Бернарда Хайтинка (2009) и другие. Продолжительность Альпийской симфонии в аудиозаписи — 45-50 минут.